# Fürth, Hessen
Fürth är en kommun och ort i Kreis Bergstraße i Regierungsbezirk Darmstadt i förbundslandet Hessen i Tyskland.